# Naoya Uchida
Naoya Uchida (jap. 内田 直哉 Uchida Naoya; ur. 1 maja 1953 w Tokio) – japoński aktor i seiyū.  
Dubbingował takich aktorów jak Bruce Willis, Woody Harrelson, Andy García, Kevin Costner, David Morse, Greg Kinnear i wielu innych.

## Wybrane role jako seiyū
- Death Note – Sōichirō Yagami
- Denshi Sentai Denjiman – Tatsuya Midorikawa/Denji Zielony
- Naruto – Madara Uchiha, Tobi
- One Piece – Doc Q
- Anpanman – Taiyakiman, Dateyakiman
- Shin Getter Robo – Hayato Jin
- Hunter × Hunter – Nobunaga Hazama
- Black Lagoon – Luak
- Dororo – Daigo Kagemitsu
- Saga winlandzka – Askeladd